# سیارک ۱۱۰۵۶
سیارک ۱۱۰۵۶ (به انگلیسی: 11056 Volland، نامگذاری:1991LE2) یازده هزار و پنجاه و ششمین سیارک کشف شده‌است که در ۶ ژوئن ۱۹۹۱ کشف شد.
قدر مطلق سیارک برابر ۱۳٫۷۰ است.